# Matra MS640

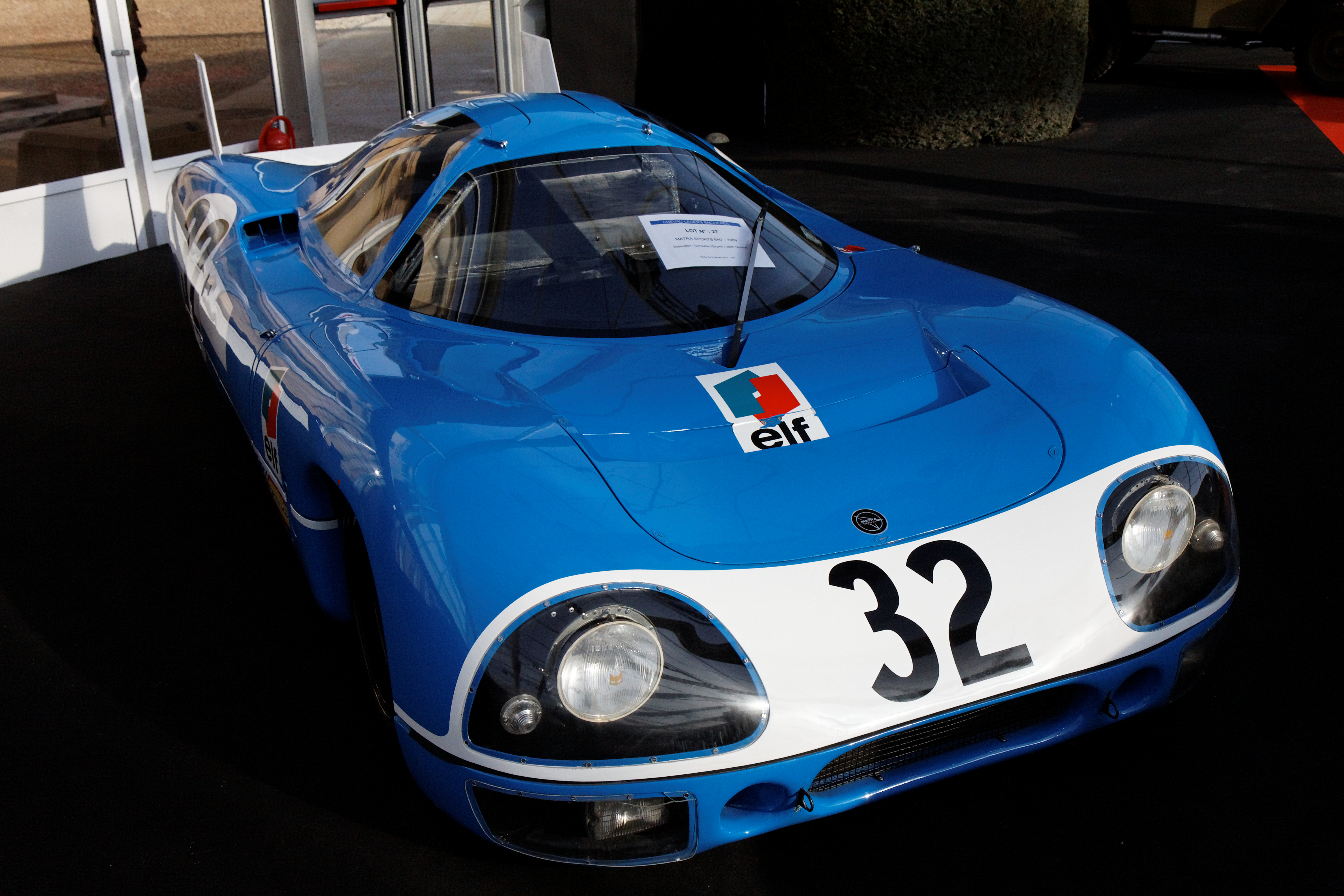
Der Matra 640

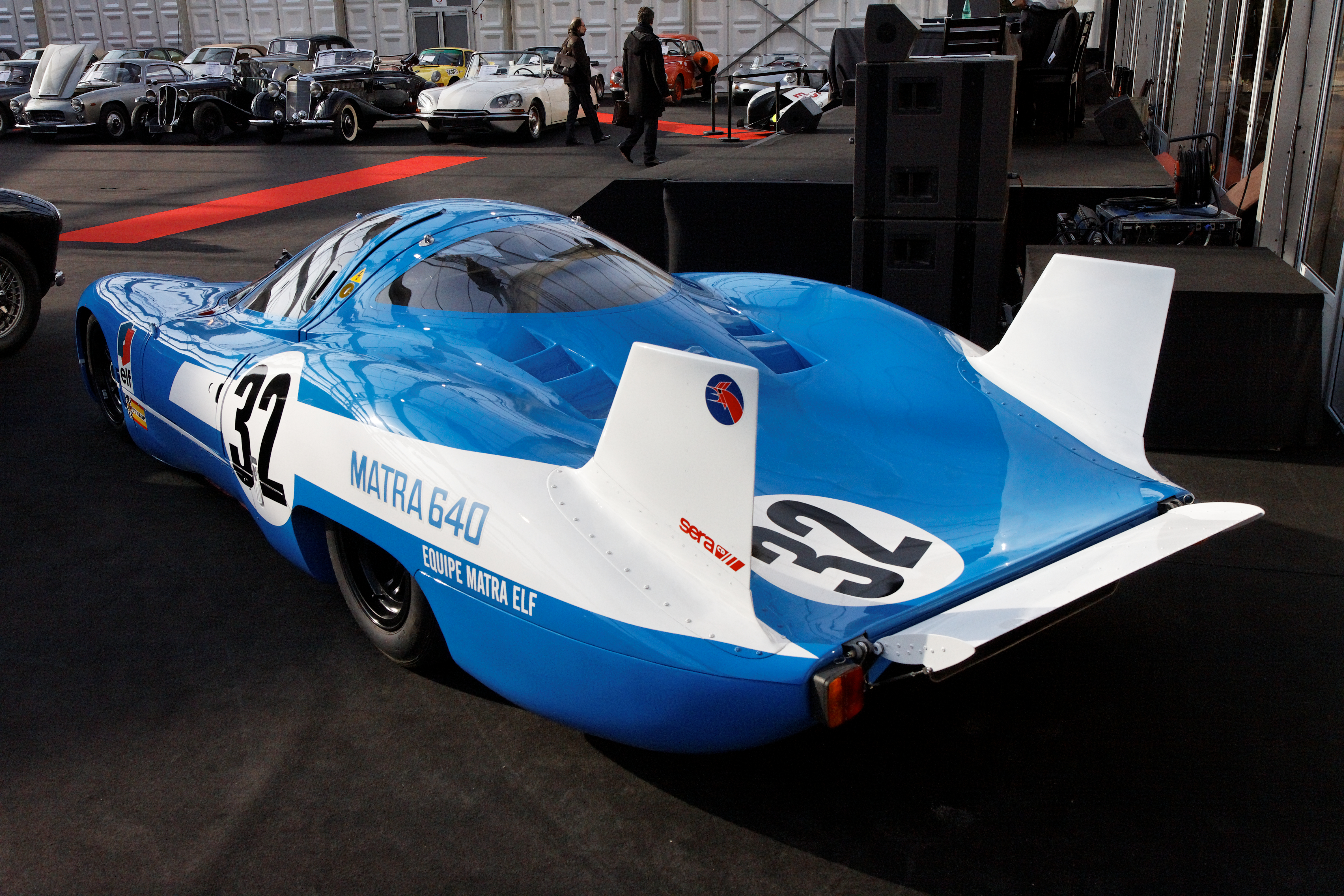
Heckansicht

Der Matra MS640 war ein Sportwagen-Prototyp von Matra aus dem Jahre 1969, der nach einem schweren Testunfall aber nie zum Einsatz kam.
Der MS640 sollte 1969 in Le Mans den MS630 ablösen und Matra den ersten Sieg an der Sarthe bescheren. Um dies zu erreichen, wurde der ehemalige Deutsch & Bonnet-Aerodynamiker Robert Choulet verpflichtet. Choulet entwarf ein strömungsgünstiges Coupé und übernahm dabei das Chassis vom MS630. Choulet übernahm bei seinem Entwurf die Formen des CD SP66 aus dem Jahre 1967, bei dessen Bau er federführend mitgewirkt hatte. Der Wagen hatte runde Formen, stehende Heckfinnen und abgedeckte hintere Radläufe.
Die erste Testfahrt fand am 16. April 1969 statt. Matra-Werksfahrer Henri Pescarolo pilotierte den MS640 während der Testtage für das 24-Stunden-Rennen auf der Rennstrecke von Le Mans. Schon nach wenigen Kilometern, auf der sehr langen Hunaudières-Geraden, bekam der Bolide Unterluft und hob ab. Beim folgenden schweren Unfall wurde der Testwagen vollständig zerstört und Henri Pescarolo erlitt schwere Verbrennungen, kam aber mit dem Leben davon.
Bei der nachträglichen Untersuchung stellte sich heraus, dass sich die Türen bei schneller Fahrt verwanden. Dadurch gab es Verformungen an der Oberkante des Fahrzeugs. Das Coupé wurde bei Tempo knapp über 300 km/h instabil, verlor die Bodenhaftung und der fatale Abflug war die Folge. Nach dem Unfall wurde der zweite Prototyp sofort zurückgezogen. Der MS640 kam nie zu einem Renneinsatz.